# Hibernia 35-E
Die normalspurige Tenderlokomotive Hibernia 35-E der Hibernia AG war eine laufachslose Dampflokomotive für den Güterzugbetrieb, sie wurde um 1926 bei Hanomag gebaut. Die Lok stand bis 1965 in Betrieb und wurde dann ausgemustert und verschrottet.

## Geschichte
Die Hibernia 35-E wurde als Nassdampf-Lokomotive unter dem Vereinheitlichungsgedanken gebaut. Intern wurde sie als Hanomag Typ Hibernia bezeichnet, der nicht im zweiten Typenprogramm von Hanomag-Werklokomotiven enthalten war. Dennoch wurden zahlreiche Normteile verwendet.
Die Lokomotive wurde auf der Zechenbahn der Zeche Schlägel & Eisen eingesetzt und konnte dort auf Abschnitten mit Steigungen ihre Leistungsfähigkeit unter Beweis stellen. 1958 bekam sie einen Überhitzer eingebaut und wurde mit einem Mischvorwärmer ausgestattet. Betrieben wurde die Lok bis 1965, dann wurde sie ausgemustert und zum Verschrotten abgegeben.

## Konstruktion
Die Zweizylinderlokomotive wurde wegen geringerer Reparaturanfälligkeit mit Teilen nach den Festlegungen der deutschen Lokomotivbau-Vereinigung gebaut.
Durch die Anordnung der beiden Sandbehälter, des Dampfdomes und des Krempenschornsteines hatte die Lokomotive eine gleichmäßige ausgewogene Form. Die Dampfmaschine wurde mit Kolbenschieber gesteuert.
Der Blechrahmen der Lokomotive wurde als Wasserkasten verwendet. Er lag mit seinem Inhalt über den ersten drei Achsen, reichte tief in den Rahmen hinab und wurde durch kleine seitliche Behälter vergrößert, die dem Wasserkasten eine T-förmige Form gaben. Das ermöglichte das Fassungsvermögen von 8 m³ Wasser. Im Laufwerk waren die vordere und hintere Achse seitenverschiebbar ausgeführt. Das Triebwerk wirkte über eine Heusinger-Steuerung auf die mittlere Kuppelachse.
Der Sandstreuer der Lok war als Handsandstreuer ausgeführt. Es waren je Triebwerksseite je vier Fallrohre vorhanden, die die zweite und vierte Achse jeweils von vorn und hinten besandeten. Die Lok besaß eine Dampfläutewerk Bauart Latowski.